# Дурненков, Вячеслав Евгеньевич
Вячесла́в Евге́ньевич Дурненко́в (род. 27 июня 1973 года, Ларба, Тындинский район, Амурская область, РСФСР, СССР) — российский драматург, сценарист, автор более 20 пьес (ряд пьес написан в соавторстве; в том числе — с братом Михаилом), художник-график, представитель тольяттинской школы современной драматургии.

## Биография
Родился в Амурской области, где провёл детство и юность, в 1995 году переехал в Тольятти. 
 
По предложению тольяттинского драматурга и основателя театрального центра «Голосова, 20» Вадима Леванова, Вячеслав совместно с братом Михаилом написали пьесу об индустриальном городе Тольятти «Вычитание земли». Дебют оказался удачным, в сентябре 2002 года пьеса была представлена на семинаре документального театра в Горках Ленинских, режиссёром показа выступил В. Леванов, а на следующий год пьеса в постановке режиссёра И. Корниенко была поставлена актёрами Театра.doc и представлена на фестивале молодой драматургии.

На том же фестивале в июне 2003 года была представлена и авторская постановка следующего произведения братьев пьесы «Культурный слой», месяцем ранее впервые демонстрировавшаяся в ходе тольяттинского фестиваля «Майские чтения», вместе с авторской постановкой ещё одной пьесы творческого дуэта: «Фэшн». «Культурный слой» также стал участником конкурсной программы «Новой драмы», где сочинения Дурненковых «стали настоящим открытием», а сами авторы запомнились театралам. В 2004 году «Культурный слой» был представлен в юбилейной программе «Золотой маски» и повторно на «Новой драме». Помимо фестивальных программ Дурненковы представляли собственную постановку пьесы и в различных театрах страны

В Тольятти братья принимали активное участие в городском фестивале современной драматургии «Майские чтения», позднее принимали участие в фестивалях «Новая драма», «Текстура», «Золотая Маска», «Балтдом», Residence Royal Court (Лондон), «Сибальтера».

Удачный дебют на драматургическом поприще позволил братьям  Дурненковым войти в «цех драматургов», основанный В. Левановым.

В связи с поступлением брата Михаила во Всероссийский государственный университет кинематографии, он в 2005 году переехал в Москву; таким образом, творческое сотрудничество с братом стало невозможным — дуэт распался, и каждый из братьев занялся самостоятельным творчеством.

## Творчество

### Публикации
Всего Вячеславом были написаны более 20 пьес, некоторые из которых были созданы в соавторстве как с братом Михаилом, так и с другими соавторами.
 
Пьесы опубликованы в журналах «Театр», «Современная драматургия», «Искусство кино».

Пьесы Дурненковых переводились на немецкий, английский, финский, белорусский, польский, турецкий и кастильский языки.
В 2005 году издательство «Эксмо» в серии «Иной Формат» выпустило сборник пьес и киносценариев братьев Дурненковых «Культурный Слой».

### Театральные постановки
Дебютная пьеса братьев Дурненковых «Вычитание земли» в 2002 году была поставлена на сцене Театра.doc и в 2003 году была представлена на фестивале молодой драматургии. В дальнейшем ставилась различными театральными студиями.
- В мае 2000 г. пьеса «В чёрном-чёрном городе» представлена на фестивале "Майские чтения" (Тольятти), режиссёр показа — Дмитрий Путченков.
- В июне 2000 г. пьеса «Голубой вагон» представлена на Фестивале Молодой Драматургии в Любимовке (режиссёр показа — Екатерина Шагалова).
- В июле 2001 г. пьеса «В чёрном-чёрном городе» представлена на Фестивале Молодой Драматургии (режиссёр показа — Екатерина Шагалова).
- В 2002 г. пьеса «Голубой вагон» поставлена в Тольятти группой фестиваля «Майские чтения» (режиссёр спектакля — Вадим Леванов).
- В мае 2002 г. пьеса «Ремонт» представлена на Фестивале Молодой Драматургии (фестиваль «Новая драма». Офф-программа. Режиссёр показа — Константин Котляров).
- «Культурный слой», одна из самых известных пьес Дурненковых, ставилась неоднократно.
  - Сначала, в авторской постановке, она была представлена в ходе фестиваля «Майские чтения»[7],
  - затем стала участником конкурсной программы «Новой драмы» 2003, где отмечались отличные диалоги, хороший юмор, удачные аллюзии, несмотря на заметный дилетантизм исполнителей[5].
  - В 2004 году «Культурный слой» был представлен в юбилейной программе «Золотой маски» и повторно на «Новой драме»[2].
  - В 2005 году под названием «Последний день лета» пьеса была поставлена на новой сцене МХТ им. Чехова Николаем Скориком[3][6].
- В 2004 году пьеса братьев Дурненковых «Аншлаг» принимала участие в Фестивале молодой драматургии[10].
- 2009 год был отмечен постановкой пьесы братьев Дурненковых «Drunks» («Пьяные») на сцене Королевского Шекспировского Театра (Стратфорд-на-Эйвоне, Англия)[3][6].

Постановки осуществлены рядом театров, в том числе:
- МХТ им. Чехова,
- театр им. Ермоловой,
- «Практика»,
- Воронежский камерный,
- театр «Глобус» (Новосибирск).

### Особенности стиля
Союз братьев Дурненковых писал в достаточно однотипной манере. Как отмечали критики, это было «кратко, весело и всегда об одном и том же». В совместных произведениях братьев весьма существенную роль играет сверхъестественное. Иногда оно приходит извне, иногда проявляется изнутри, но в любом случае герои являются лишь проводниками фантастического в реальный мир. Причём авторов обычно и не интересовало, что будет дальше, а важна сама ситуация вторжения, после которого персонажи лишь пассивно наблюдают за катастрофическими последствиями собственных поступков. Они словно находятся в некоем игровом пространстве, не воспринимая всерьез ничего происходящего с ними, включая смерть, отсюда общий оптимиситческий настрой произведений, которым работы Дурненковых отличаются от многих других современных произведений, построенных в том же стиле: с нагромождением литературных штампов и превращением ситуации в нечто до предела абсурдное.

### Прочая деятельность
Вячеслав Евгеньевич — участник семинаров СТД, Королевского Шекспировского театра, лаборатории в Ясной Поляне.
 
Принимал активное участие в международном образовательном проекте «Класс Акт» для популяризации драматургии среди подростков.
 
Он много работает для телевидения.
 
Живёт и работает в городе Тольятти.

### Пьесы[12]
1. 2009 — «Drunks» («Пьяные»)
2. 2001 — «Mutter»
3. 2015 — «Антикафе»
4. 2004 — «Аншлаг»
5. 2001 — «В чёрном-чёрном городе» (публ. «Город - Ставрополь-на-Волге» /Тольятти/)
6. 2002 — «Внутренний мир» (часть коллективного проекта «Сны Тольятти», публ. «Майские чтения»)
7. «Вычитание земли» (в соавторстве с Михаилом Дурненковым)
8. 2000 — «Голубой вагон» (публ. «Майские чтения»),
9. 2007 — «Дзюдо»
10. «Культурный слой» (в соавторстве с Михаилом Дурненковым; она же «Последний день лета»)
11. 2001 — «Медный пряник»
12. 2005 — «Мир молится за меня»
13. «На деревню к бабушке», соавтор: Алесин Юрий
14. 2001 — «Песня года Зверя»
15. 2013 — «Против всех: антиполитика и шизофрения», соавторы: Болотян Ильмира, Хакимов Тимур
16. 2001 — «Пупочек»
17. «Ручейник»
18. 2011 — «Север» (победитель драматургической лаборатории «Любимовка-2011».)
19. 2016 — «Ситком»
20. «Спички»
21. 2009 — «Сухие завтраки»
22. «Три действия по четырём картинам»
23. «Хозяйка анкеты»
24. 2001 — «Шкатулка» (публ. «Драма Поволжья» /Тольятти/),
25. «Экспонаты»
26. «Элементарные частицы»

и другие.

## Награды и премии
Вячеслав Евгеньевич Дурненков — лауреат премий:
- «Действующие лица»,
- «Долг. Честь .Достоинство»,
- Гран-при конкурса «Свободный Театр» (Беларусь),
- фестиваля «Новая Драма — 2005»,
- фестиваля «Новая-Драма-2008».

## Критика
«Братья Дурненковы — молодые драматурги, названные критиками «тольяттинским феноменом», сообщает программка: тут сразу четыре неправды. Во-первых, Вячеслав и Михаил Дурненковы давно уже не молоды (особенно Вячеслав); во-вторых, «тольяттинским феноменом» называют не их, а театральное содружество, созданное в волжском городе-заводе Вадимом Левановым; в-третьих, о существовании этого феномена возвестили не критики, а драматургический семинар в Любимовке. В-четвертых (и в-главных): величать некое художественное шевеление в г. Тольятти общезначимым и удивительным «феноменом» — примерно то же, что называть победителей областной олимпиады «олимпийскими чемпионами».

Братья Дурненковы, впрочем, люди симпатичные: они умеют писать складно и забавно. Писать длинно, они, похоже, не умеют: им хватает дыхания лишь на короткую дистанцию — на сценический анекдот, на одноактовку...

Также: 
Валентина Гавриловна встаёт, выключает телевизор.

ВАЛЕНТИНА ГАВРИЛОВНА. Значит так. Там на столе ужин. Ешь и ложись. Завтра…

Валентина Гавриловна замолкает.

ГРИША. Что завтра?

ВАЛЕНТИНА ГАВРИЛОВНА. Завтра и поговорим. Иди, ужинай.

Гриша пожимает плечами и выходит из комнаты. Валентина Гавриловна выключает телевизор, в комнате становится совсем темно. 
 — без комментариев.